# 亚当·密茨凯维奇纪念碑 (克拉科夫)
克拉科夫亚当·密茨凯维奇纪念碑（波蘭語：pomnik Adama Mickiewicza w Krakowie）是波兰最著名的青铜纪念碑之一，也是一处受欢迎的聚会地点，位于克拉科夫老城的中央集市广场。

## 历史
1898年6月16日，19世纪最伟大的波兰浪漫主义诗人亚当·密茨凯维奇诞辰100周年之际，他的雕像揭幕，他的女儿和儿子到场。它是由当时鲜为人知的雕刻家特奥多尔·雷吉尔设计，他在第三次也是最后一次竞赛中击败了总共60多名艺术家，包括著名画家扬·马泰伊科。
尽管一等奖授予了来自巴黎的圣彼得堡帝国艺术学院的著名教授塞普里安·戈德布斯基，雷吉尔紧随其后，但是后者的设计更受欢迎，并于1889年11月签订了合同。诗人的脚下有四组寓言人物，分别象征着祖国（面向干草街，Ulica Sienna）、科学（朝北）、勇气（面向纺织会馆）和诗歌（朝南，面向圣亚德伯堂）。底座上的铭文写着：“献给亚当·密茨凯维奇，国家”。
这座纪念碑是在一个艺术委员会的监督下，在Długa街的一个工作室里建成的。所有的雕像都是在罗马的Nellich铸造厂铸造的。纪念碑的最终位置没有立即确定，至少还考虑过另外三个广场。最终，市长建议将其安放在中央集市广场。
1940年，德国入侵波兰后，纳粹摧毁了纪念碑。1955年纪念碑修复。大多数雕像都是1946年从汉堡的废金属堆中复原的。

## 文化意义
亚当·密茨凯维奇本人从未去过克拉科夫。1890年，即他去世35年后，他的遗体从巴黎运到那里，隆重地安放在圣达尼老圣文策老圣殿总主教座堂（瓦维尔主教座堂）下面的圣良纳墓穴中。每年圣诞前夜，克拉科夫的花店都会用鲜花装饰亚当·米奇维茨纪念碑。 。

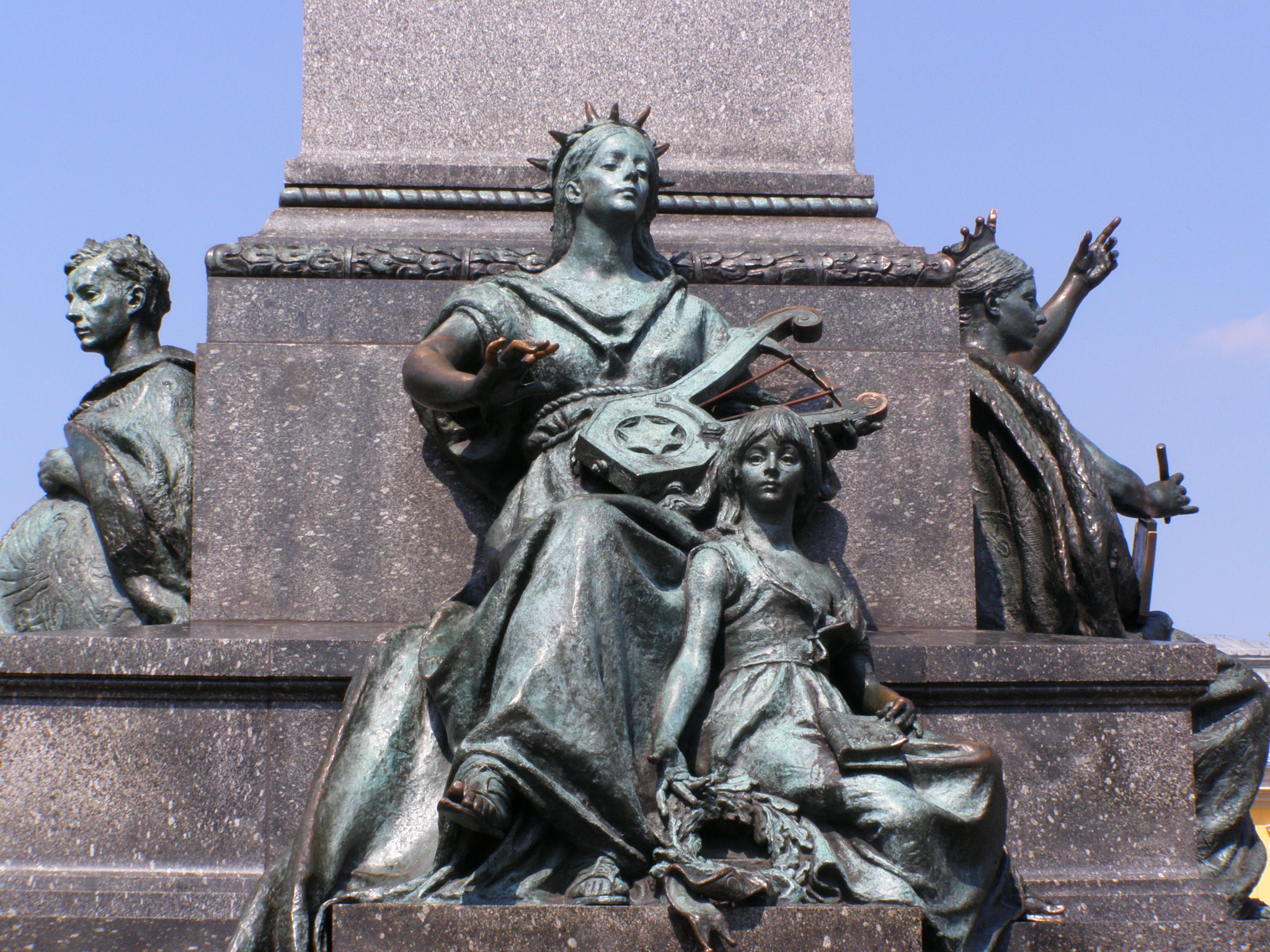
诗歌女神